# Пепперелл (Массачусетс)
Пепперелл (англ. Pepperell) — місто (англ. town) в США, в окрузі Міддлсекс штату Массачусетс. Населення — 11 604 особи (2020).

## Демографія
Згідно з переписом 2010 року, у місті мешкало 11 497 осіб у 4197 домогосподарствах у складі 3116 родин. Було 4348 помешкань
Расовий склад населення:
| - 96,4 % — білих - 1,2 % — азіатів - 0,5 % — чорних або афроамериканців - 0,2 % — корінних американців |

До двох чи більше рас належало 1,4 %. Частка іспаномовних становила 1,7 % від усіх жителів.
За віковим діапазоном населення розподілялося таким чином: 25,2 % — особи молодші 18 років, 65,0 % — особи у віці 18—64 років, 9,8 % — особи у віці 65 років та старші. Медіана віку мешканця становила 41,6 року. На 100 осіб жіночої статі у місті припадало 98,4 чоловіків;  на 100 жінок у віці від 18 років та старших — 95,5 чоловіків також старших 18 років.
Середній дохід на одне домашнє господарство  становив 111 082 долари США (медіана — 90 029), а середній дохід на одну сім'ю — 126 069 доларів (медіана — 104 265). Медіана доходів становила 76 643 долари для чоловіків та 51 480 доларів для жінок. За межею бідності перебувало 5,6 % осіб, у тому числі 5,8 % дітей у віці до 18 років та 5,2 % осіб у віці 65 років та старших.
Цивільне працевлаштоване населення становило 6375 осіб. Основні галузі зайнятості: освіта, охорона здоров'я та соціальна допомога — 25,4 %, науковці, спеціалісти, менеджери — 14,7 %, виробництво — 12,8 %.